# Absolution Tour
Tournées par Muse
Origin of Symmetry Black Holes and Revelations Tour 
 (2006-2008)
Abolution Tour est la tournée de promotion du troisième album de Muse, Absolution Tour. Elle s'est étalée sur un an (de 2003 à 2004) à travers le monde avec 173 dates dans près de 20 pays différents.

## DVD Live

### Le Live
Absolution Tour est le deuxième enregistrement public du groupe de rock britannique Muse (après Hullabaloo en 2002). Le DVD contient la quasi-totalité du concert effectué en tête d'affiche du festival de Glastonbury le 27 juin 2004. Il contient aussi des extraits des concerts effectués aux États-Unis, au Earls Court Exhibition Centre ainsi qu'à la Wembley Arena, ainsi que deux extraits cachés activables par une simple combinaison de touches.

#### Programme
1. Hysteria
2. New Born
3. Sing for Absolution
4. Muscle Museum
5. Apocalypse Please
6. Ruled By Secrecy
7. Sunburn
8. Butterflies and Hurricanes
9. Bliss
10. Time Is Running Out
11. Plug In Baby
12. Blackout

#### Extras
- Fury - (Los Angeles)
- The Small Print - (Earls Court, Londres)
- Stockholm Syndrome - (Earls Court, Londres)
- The Groove - (Cincinnati)
- Riff Rucas - (San Diego)

#### Extras cachés
- Thoughts of a Dying Atheist - (Wembley Arena)
- Endlessly - (Wembley Arena)

### Autour du concert
Le soir du concert filmé, le père du batteur Dominic Howard décède d'un arrêt cardiaque dans la loge du festival quelques instants après la prestation du groupe. Le concert sera qualifié de meilleur concert de leur vie par le groupe lui-même. Le live est dédié au père de Dominic Howard.

## Dates
| Date              | Ville                        | Pays             | Salle                                       |
| Europe            | Europe                       | Europe           | Europe                                      |
| ----------------- | ---------------------------- | ---------------- | ------------------------------------------- |
| 5 septembre 2003  | Bruxelles                    | Belgique         | Ancienne Belgique                           |
| 9 septembre 2003  | Potsdam-Babelsberg           | Allemagne        | Radio Fritz                                 |
| 22 septembre 2003 | Londres                      | Royaume-Uni      | Carling Academy                             |
| 11 octobre 2003   | Helsinki                     | Finlande         | Nosturi                                     |
| 12 octobre 2003   | Helsinki                     | Finlande         | Nosturi                                     |
| 14 octobre 2003   | Stockholm                    | Suède            | Cirkus                                      |
| 15 octobre 2003   | Oslo                         | Norvège          | Rockerfeller                                |
| 16 octobre 2003   | Copenhague                   | Danemark         | Vega                                        |
| 18 octobre 2003   | Hambourg                     | Allemagne        | Große Freiheit                              |
| 19 octobre 2003   | Hambourg                     | Allemagne        | Große Freiheit                              |
| 21 octobre 2003   | Berlin                       | Allemagne        | Columbia                                    |
| 22 octobre 2003   | Offenbach                    | Allemagne        | Stadhalle                                   |
| 24 octobre 2003   | Munich                       | Allemagne        | Zenith                                      |
| 25 octobre 2003   | Vienne                       | Autriche         | Gasometer                                   |
| 27 octobre 2003   | Milan                        | Italie           | Mazda Place                                 |
| 28 octobre 2003   | Florence                     | Italie           | Sashall                                     |
| 30 octobre 2003   | Bologne                      | Italie           | Sporthall Piazza Azzarita                   |
| 31 octobre 2003   | Pordenone                    | Italie           | Sport Hall                                  |
| 2 novembre 2003   | Genève                       | Suisse           | Geneva Arena                                |
| 3 novembre 2003   | Nancy                        | France           | Zénith de Nancy                             |
| 4 novembre 2003   | Lille                        | France           | Zénith de Lille                             |
| 6 novembre 2003   | Rotterdam                    | Pays-Bas         | Ahoy                                        |
| 7 novembre 2003   | Bruxelles                    | Belgique         | Forest National                             |
| 8 novembre 2003   | Angers                       | France           | Ampithéa                                    |
| 10 novembre 2003  | Lyon                         | France           | Halle Tony-Garnier                          |
| 11 novembre 2003  | Marseille                    | France           | Le Dôme                                     |
| 13 novembre 2003  | Barcelone                    | Espagne          | Razzmattaz                                  |
| 14 novembre 2003  | Madrid                       | Espagne          | Riviera                                     |
| 16 novembre 2003  | Nice                         | France           | Palais Nikaia                               |
| 18 novembre 2003  | Paris                        | France           | Palais Omnisports de Bercy                  |
| 22 novembre 2003  | Strasbourg                   | France           | Rhenus                                      |
| 25 novembre 2003  | Glasgow                      | Royaume-Uni      | Glasgow SECC                                |
| 27 novembre 2003  | Londres                      | Royaume-Uni      | Wembley Arena                               |
| 28 novembre 2003  | Nottingham                   | Royaume-Uni      | Nottingham Arena                            |
| 29 novembre 2003  | Manchester                   | Royaume-Uni      | MEN                                         |
| 1er décembre 2003 | Cardiff                      | Royaume-Uni      | CIA                                         |
| 3 décembre 2003   | Birmingham                   | Royaume-Uni      | Birmingham NEC                              |
| 4 décembre 2003   | Brighton                     | Royaume-Uni      | Brighton Centre                             |
| 5 décembre 2003   | Bournemouth                  | Royaume-Uni      | BIC                                         |
| 7 décembre 2003   | Exeter                       | Royaume-Uni      | Westpoint                                   |
| 10 décembre 2003  | Reykjavik                    | Islande          | Laugardalshöll                              |
| Océanie           |                              |                  |                                             |
| 16 janvier 2004   | Auckland                     | Nouvelle-Zélande | Big Day Out                                 |
| 18 janvier 2004   | Gold Coast                   | Australie        | Big Day Out                                 |
| 19 janvier 2004   | Sydney                       | Australie        | Sydney Metro                                |
| 23 janvier 2004   | Sydney                       | Australie        | Big Day Out                                 |
| 24 janvier 2004   | Sydney                       | Australie        | Big Day Out                                 |
| 26 janvier 2004   | Melbourne                    | Australie        | Big Day Out                                 |
| 27 janvier 2004   | Melbourne                    | Australie        | Melbourne Hi-Fi                             |
| 30 janvier 2004   | Adelaide                     | Australie        | Big Day Out                                 |
| 1er février 2004  | Perth                        | Australie        | Big Day Out                                 |
| Asie              |                              |                  |                                             |
| 7 février 2004    | Tokyo                        | Japon            | NK Hall                                     |
| 8 février 2004    | Tokyo                        | Japon            | Shibuya AX                                  |
| 9 février 2004    | Nagoya                       | Japon            | Nagoya Diamond Hall                         |
| 11 février 2004   | Osaka                        | Japon            | Namba Hatch                                 |
| 12 février 2004   | Osaka                        | Japon            | Club Quattro                                |
| 14 février 2004   | Hiroshima                    | Japon            | Club Quattro                                |
| 15 février 2004   | Fukuoka                      | Japon            | Zepp                                        |
| Europe            |                              |                  |                                             |
| 21 février 2004   | Belfast                      | Royaume-Uni      | Ulster Hall                                 |
| 22 février 2004   | Dublin                       | Irlande          | Olympia (en)                                |
| 23 février 2004   | Dublin                       | Irlande          | Olympia (en)                                |
| 14 mars 2004      | Rouen                        | France           | Zénith de Rouen                             |
| 15 mars 2004      | Orléans                      | France           | Zénith d'Orléans                            |
| 16 mars 2004      | Clermont-Ferrand             | France           | Zénith d'Auvergne                           |
| 18 mars 2004      | Grenade                      | Espagne          | Palais des sports                           |
| 19 mars 2004      | Madrid                       | Espagne          | Palacio Vistalegre                          |
| 20 mars 2004      | Saint-Sébastien              | Espagne          | Velodromo de Anoeta                         |
| 22 mars 2004      | Toulouse                     | France           | Zénith de Toulouse                          |
| 24 mars 2004      | Grenoble                     | France           | Summum                                      |
| 25 mars 2004      | Turin                        | Italie           | Palastampa                                  |
| Amérique du Nord  |                              |                  |                                             |
| 9 avril 2004      | Atlanta                      | États-Unis       | Cotton Club                                 |
| 12 avril 2004     | Philadelphie                 | États-Unis       | Kyber                                       |
| 14 avril 2004     | New York                     | États-Unis       | The Bowery                                  |
| 15 avril 2004     | Boston                       | États-Unis       | Axis                                        |
| 16 avril 2004     | Providence                   | États-Unis       | The Call                                    |
| 18 avril 2004     | Montréal                     | Canada           | Cabaret                                     |
| 19 avril 2004     | Toronto                      | Canada           | The Mod Club                                |
| 21 avril 2004     | Rochester                    | États-Unis       | Water Street Music Hall                     |
| 22 avril 2004     | Détroit                      | États-Unis       | Shelter                                     |
| 23 avril 2004     | Chicago                      | États-Unis       | Metro                                       |
| 24 avril 2004     | Cincinnati                   | États-Unis       | Top Cats                                    |
| 26 avril 2004     | Saint-Louis                  | États-Unis       | Mississippi Nights                          |
| 29 avril 2004     | Salt Lake City               | États-Unis       | Club Sound                                  |
| 2 mai 2004        | Indio                        | États-Unis       | Coachella Festival                          |
| 3 mai 2004        | San Diego                    | États-Unis       | Brick by Brick                              |
| 4 mai 2004        | Sacramento                   | États-Unis       | Harlows                                     |
| 5 mai 2004        | Los Angeles                  | États-Unis       | Mayan                                       |
| 6 mai 2004        | San Francisco                | États-Unis       | Popscene                                    |
| 8 mai 2004        | Seattle                      | États-Unis       | Neumos                                      |
| 9 mai 2004        | Seattle                      | États-Unis       | Neumos                                      |
| 10 mai 2004       | Vancouver                    | Canada           | Richards On Richards                        |
| Europe            |                              |                  |                                             |
| 5 juin 2004       | Nürburg                      | Allemagne        | Rock am Ring                                |
| 6 juin 2004       | Nuremberg                    | Allemagne        | Rock im Park                                |
| 9 juin 2004       | Lisbonne                     | Portugal         | Superbock Superock                          |
| 12 juin 2004      | Rome                         | Italie           | Tennis Stadium                              |
| 13 juin 2004      | Bologne                      | Italie           | Flippaut Festival                           |
| 27 juin 2004      | Pilton                       | Royaume-Uni      | Glastonbury Festival                        |
| 2 juillet 2004    | Saint-Gall                   | Suisse           | Open Air Festival                           |
| 3 juillet 2004    | Werchter                     | Belgique         | Werchter Festival                           |
| 4 juillet 2004    | Roskilde                     | Danemark         | Roskilde Festival                           |
| 10 juillet 2004   | Kinross                      | Royaume-Uni      | T in the Park                               |
| 11 juillet 2004   | Punchestown                  | Irlande          | Oxygen Festival                             |
| 16 juillet 2004   | Saint-Jacques-de-Compostelle | Espagne          | Xacobeo Festival                            |
| 18 juillet 2004   | Vienne                       | France           | Antic Arena                                 |
| 19 juillet 2004   | Les Moutiers-en-Retz         | France           | Festival Les Nuits Bleues                   |
| 21 juillet 2004   | Golfe-Juan                   | France           | Amphithéâtre de Golfe-Juan                  |
| 22 juillet 2004   | Nîmes                        | France           | Arènes de Nîmes                             |
| 23 juillet 2004   | Nyon                         | Suisse           | Paléo Nyon                                  |
| 25 juillet 2004   | Carhaix-Plouguer             | France           | Festival des Vieilles Charrues              |
| Amérique du Nord  |                              |                  |                                             |
| 28 juillet 2004   | Nashville                    | États-Unis       | Starwood Ampitheatre                        |
| 29 juillet 2004   | Atlanta                      | États-Unis       | HiFi Buys Ampitheatre                       |
| 1er août 2004     | Camden                       | États-Unis       | Tweeter Center                              |
| 3 août 2004       | Cincinnati                   | États-Unis       | Merriweather Post Pavilion                  |
| 4 août 2004       | Cleveland                    | États-Unis       | Tweeter Center for the Performing Arts      |
| 7 août 2004       | Boston                       | États-Unis       | Molson Amphitheatre                         |
| 11 août 2004      | Détroit                      | États-Unis       | DTE Energy Music Theatre                    |
| 12 août 2004      | Chicago                      | États-Unis       | Tweeter Center                              |
| 14 août 2004      | Dallas                       | États-Unis       | Smirnoff Music Centre                       |
| 15 août 2004      | Houston                      | États-Unis       | The Cynthia Woods Mitchell Pavilion         |
| Europe            |                              |                  |                                             |
| 21 août 2004      | Chelmsford                   | Royaume-Uni      | V Festival                                  |
| 22 août 2004      | Weston-under-Lizard (en)     | Royaume-Uni      | V Festival                                  |
| 26 août 2004      | Wiesen                       | Autriche         | Two Days A Week                             |
| 28 août 2004      | Saint-Cloud                  | France           | Rock en Seine                               |
| Océanie           |                              |                  |                                             |
| 5 septembre 2004  | Perth                        | Australie        | Metropolis                                  |
| 7 septembre 2004  | Adelaide                     | Australie        | Thebarton Theatre                           |
| 8 septembre 2004  | Melbourne                    | Australie        | Festival Hall                               |
| 10 septembre 2004 | Sydney                       | Australie        | Hordern Pavilion                            |
| 11 septembre 2004 | Brisbane                     | Australie        | The River Stage                             |
| 14 septembre 2004 | Auckland                     | Nouvelle-Zélande | St. James Theatre                           |
| Amérique du Nord  |                              |                  |                                             |
| 18 septembre 2004 | Devore                       | États-Unis       | Glen Helen Hyundai Pavilion                 |
| 19 septembre 2004 | San Diego                    | États-Unis       | KZBT Independance Jam                       |
| 21 septembre 2004 | San Francisco                | États-Unis       | The Warfield                                |
| 22 septembre 2004 | Sacramento                   | États-Unis       | University of California Davis Freedom Hall |
| 24 septembre 2004 | Vancouver                    | Canada           | Commodore Ballroom                          |
| 25 septembre 2004 | Auburn                       | États-Unis       | KNDD Endfest                                |
| 26 septembre 2004 | Portland                     | États-Unis       | Bossanova                                   |
| 20 octobre 2004   | Albuquerque                  | États-Unis       | Sunshine Theatre                            |
| 21 octobre 2004   | Boulder                      | États-Unis       | Fox Theatre (en)                            |
| 22 octobre 2004   | Salt Lake City               | États-Unis       | In The Venue                                |
| 25 octobre 2004   | Calgary                      | Canada           | MacEwan Ball                                |
| 26 octobre 2004   | Edmonton                     | Canada           | Red's                                       |
| 28 octobre 2004   | Winnipeg                     | Canada           | Burton Theatre                              |
| 1er novembre 2004 | Toronto                      | Canada           | Kool Haus                                   |
| 2 novembre 2004   | Ottawa                       | Canada           | Capital                                     |
| 4 novembre 2004   | Montreal                     | Canada           | Metropolis                                  |
| 5 novembre 2004   | Boston                       | États-Unis       | Avalon                                      |
| 6 novembre 2004   | Philadelphie                 | États-Unis       | Electric Factory                            |
| 8 novembre 2004   | Washington                   | États-Unis       | 9:30 Club                                   |
| 9 novembre 2004   | New York                     | États-Unis       | Webster Hall                                |
| 10 novembre 2004  | Milvale                      | États-Unis       | Mr. Smalls Theatre                          |
| 12 novembre 2004  | Détroit                      | États-Unis       | Clutch Cargo                                |
| 13 novembre 2004  | Chicago                      | États-Unis       | Riviera                                     |
| 14 novembre 2004  | Milwaukee                    | États-Unis       | Eagles                                      |
| 15 novembre 2004  | Minneapolis                  | États-Unis       | Quest                                       |
| 27 novembre 2004  | Saint-Louis                  | États-Unis       | Pageant Concert Nightclub                   |
| 28 novembre 2004  | Columbus                     | États-Unis       | The Newport Music Hall                      |
| 2 décembre 2004   | Orlando                      | États-Unis       | House Of Blues                              |
| 4 décembre 2004   | West Palm Beach              | États-Unis       | Sound Advice Amphitheatre                   |
| 5 décembre 2004   | Atlanta                      | États-Unis       | 99X Mistletoe Jam                           |
| 8 décembre 2004   | Los Angeles                  | États-Unis       | Wiltern Theater                             |
| 9 décembre 2004   | Los Angeles                  | États-Unis       | Wiltern Theater                             |
| 10 décembre 2004  | San Francisco                | États-Unis       | Bill Graham Civic Auditorium                |
| 11 décembre 2004  | Los Angeles                  | États-Unis       | KROQ AAC                                    |
| 12 décembre 2004  | Tempe                        | États-Unis       | Marquee Theatre                             |
| 13 décembre 2004  | Tucson                       | États-Unis       | City Limits                                 |
| Europe            |                              |                  |                                             |
| 19 décembre 2004  | Londres                      | Royaume-Uni      | Earls Court Exhibition Centre               |
| 20 décembre 2004  | Londres                      | Royaume-Uni      | Earls Court Exhibition Centre               |